# Bourhan Abro
Bourhan Abro, född 30 maj 1995, är en djiboutisk simmare.
Abro tävlade för Djibouti vid olympiska sommarspelen 2016 i Rio de Janeiro, där han blev utslagen i försöksheatet på 50 meter frisim.